# Raúl Zurita
Raúl Zurita Canessa, född 1950 i Santiago de Chile, är en chilensk poet. Han vann det nationella litteraturpriset i Chile (Premio Nacional de Literatura) år 2000.
Han debuterade 1979 med diktsamlingen Purgatorio.